# کوزوو (باشقیرستان)
کوزوو (انگلیسی: Kuzovo) یک شهرک در شهرستان بیرسکی باشقیرستان کشور روسیه است.